# タウンマネージャー
タウンマネージャーは、まちづくりの専門家として、まちづくり会社や中心市街地活性化協議会等に所属し、都市計画・商店街振興・イベント開催など、まちづくりに係る計画立案や、具体的な事業の立案・調整・実施を担う「推進役（まちの変化の仕掛け人）」のこと。

## 概要
当初は、1998年の中心市街地活性化法（中心市街地の活性化に関する法律）の目玉として導入されたTMO（タウンマネージメントオーガニゼーション）の推進役として用いられていた。例えば、中小企業庁「TMOマニュアルＱ＆Ａ」には、「中心市街地においてまちづくり活動を行っている人、例えば都市計画や商業活性化等に関する知見を活かしてTMO等に対して指導・助言を行う人や、TMOで実際の業務を行う人など」という記載がある。
その後、2006年の改正中心市街地活性化法（都市の秩序ある整備を図るための都市計画法等の一部を改正する法律」及び「中心市街地における市街地の整備改善及び商業等の活性化の一体的推進に関する法律の一部を改正する等の法律）の制定以降は、TMOに限らずまちづくり全般の推進役を示すようになった。例えば、石原編著「タウンマネージャー」には、明確な定義はないとしているものの、「何かがきっかけとなってまちが動き出し、それが波紋のようにひろがってまち全体に影響を及ぼす。そんなことを半ば夢見ながら取り組む人たち。私はそんな人たちを「まちの仕掛け人」と呼ぶことにしたい。」とある。
また、平成21年度に経済産業省が実施した「タウンマネージャーに関する調査・研究事業報告書」によれば、全国のまちづくり会社のうち、タウンマネージャーを「すでに配置している」「将来、採用予定」「内部の人材を育成し配置する予定」という会社は約３割に留まっている。ただし、タウンマネージャーを「配置しておらず、また予定もないが、将来採用する可能性はある」という会社も28.8％存在しており、潜在的なニーズがあることがうかがえる。実際に、各地で中心市街地活性化に向けてまちづくり会社が設立される中で、近年、タウンマネージャーを公募する動きが全国各地に広まっており、その必要性が再認識されていることが窺われる。